# Sport in 2007
Dit artikel is een samenvatting van de belangrijkste sportfeiten uit het jaar 2007.

## Atletiek
- Europese kampioenschappen indooratletiek 2007:
  - 60 meter horden: Gregory Sedoc
  - 800 meter: Arnoud Okken
  - Hoogspringen dames: Tia Hellebaut
  - 60 meter dames: Kim Gevaert
- Marion Jones moest al haar medailles van de Olympische Zomerspelen 2000 teruggeven, nadat ze dit jaar toegaf doping genomen te hebben.

## Autosport

### Formule 1
|     | Datum        | Land                | Circuit           | Winnaar         | Team             |
| --- | ------------ | ------------------- | ----------------- | --------------- | ---------------- |
| 1.  | 18 maart     | Australië           | Melbourne         | Kimi Räikkönen  | Scuderia Ferrari |
| 2.  | 8 april      | Maleisië            | Sepang            | Fernando Alonso | McLaren          |
| 3.  | 15 april     | Bahrein             | Sakhir            | Felipe Massa    | Scuderia Ferrari |
| 4.  | 13 mei       | Spanje              | Barcelona         | Felipe Massa    | Scuderia Ferrari |
| 5.  | 27 mei       | Monaco              | Monte Carlo       | Fernando Alonso | McLaren          |
| 6.  | 10 juni      | Canada              | Montreal          | Lewis Hamilton  | McLaren          |
| 7.  | 17 juni      | Verenigde Staten    | Indianapolis      | Lewis Hamilton  | McLaren          |
| 8.  | 1 juli       | Frankrijk           | Magny-Cours       | Kimi Räikkönen  | Scuderia Ferrari |
| 9.  | 8 juli       | Verenigd Koninkrijk | Silverstone       | Kimi Räikkönen  | Scuderia Ferrari |
| 10. | 22 juli      | Europa              | Nürburgring       | Fernando Alonso | McLaren          |
| 11. | 5 augustus   | Hongarije           | Hungaroring       | Lewis Hamilton  | McLaren          |
| 12. | 26 augustus  | Turkije             | Istanbul Park     | Felipe Massa    | Scuderia Ferrari |
| 13. | 9 september  | Italië              | Monza             | Fernando Alonso | McLaren          |
| 14. | 16 september | België              | Spa-Francorchamps | Kimi Räikkönen  | Scuderia Ferrari |
| 15. | 30 september | Japan               | Fuji Speedway     | Lewis Hamilton  | McLaren          |
| 16. | 7 oktober    | China               | Shanghai          | Kimi Räikkönen  | Scuderia Ferrari |
| 17. | 21 oktober   | Brazilië            | Interlagos        | Kimi Räikkönen  | Scuderia Ferrari |

- Wereldkampioen Coureurs:  Kimi Räikkönen ( 110 punten )
- Wereldkampioen Constructeurs:  Scuderia Ferrari ( 204 punten )
- Indianapolis 500 in 2007
- Intercontinental Rally Challenge in 2007
- Wereldkampioenschap rally in 2007

## Motorsport
- Wereldkampioen MotoGP - Casey Stoner

- Motorcross

MX1
Coureurs:  Steve Ramon
Constructeur:  Suzuki
MX2
Coureurs:  Antonio Cairoli
Constructeur:  Yamaha
MX3
Coureurs:  Yves Demaria
Constructeur:  Yamaha
Motorcross der Naties
- Land + coureurs:  Verenigde Staten (Ricky Carmichael, Ryan Villopoto, Tim Ferry)

- Wereldkampioen zijspancross - Daniël Willemsen/Reto Grütter

## Wielersport
- Ronde van Italië - Maglia rosa (winnaar): Danilo Di Luca
- Ronde van Frankrijk
  - Gele trui (winnaar): Alberto Contador
  - Bolletjestrui Bergkoning: Mauricio Soler
  - groene trui Punten: Tom Boonen
  - witte trui jongerenklassement: Alberto Contador
  - Gele Rugnummer Team: Discovery Channel
- Ronde van Spanje - Winnaar: Denis Mensjov
- Wereldkampioenschap wielrennen
  - Op de weg
    - Wegwedstrijd: Paolo Bettini
    - Tijdrijden: Fabian Cancellara
    - Tijdrijden voor beloften: Lars Boom
    - Wegwedstrijd voor dames: Marta Bastianelli
    - Tijdrijden voor dames: Hanka Kupfernagel

  - Op de baan
    - Sprint: Theo Bos
    - Keirin: Chris Hoy
    - Puntenkoers: Juan Llaneras
- Wereldkampioenschap veldrijden: Erwin Vervecken
- Wereldkampioenschap veldrijden dames: Maryline Salvetat
- Wereldbeker veldrijden 2006-2007: Sven Nys
- Superprestige veldrijden 2006-2007: Sven Nys
- GvA Trofee Veldrijden 2006-2007: Sven Nys

## Voetbal
- UEFA Champions League -  AC Milan
- UEFA Cup -  FC Sevilla
- Europese Supercup -  AC Milan
- EK onder 21 -  Jong Oranje

### Nationale kampioenschappen
- België:
  - Jupiler League - RSC Anderlecht
  - Beker van België - Club Brugge
- Engeland:
  - Premiership - Manchester United
  - League Cup - Chelsea
  - FA Cup - Chelsea
- Frankrijk:
  - Ligue 1 - Olympique Lyon
  - Coupe de France - FC Sochaux
  - Coupe de la Ligue - Girondins de Bordeaux
- Duitsland:
  - Bundesliga - VfB Stuttgart
  - DFB-Pokal - 1. FC Nürnberg
- Italië:
  - Serie A - Internazionale
  - Coppa Italia - AS Roma
- Nederland:
  - Eredivisie - PSV
  - Eerste divisie - De Graafschap
  - KNVB beker - Ajax
  - Johan Cruijff Schaal - Ajax
- Spanje:
  - Primera División - Real Madrid
  - Copa del Rey - Sevilla FC

### Prijzen
- Europees voetballer van het jaar - Kaká
- Wereldvoetballer van het jaar - Kaká
- Belgische Gouden Schoen - Steven Defour
- Nederlandse Gouden Schoen - Afonso Alves

## Schaatsen
- EK allround heren - Sven Kramer
- EK allround dames - Martina Sáblíková
- WK allround heren - Sven Kramer
- WK allround dames - Ireen Wüst
- WK sprint heren - Lee Kyou-hyuk
- WK sprint dames - Anni Friesinger
- EK shorttrack heren - Nicola Rodigari
- EK shorttrack dames - Evgenja Radanova
- WK Shorttrack heren - Ahn Hyun-soo
- WK Shorttrack dames - Jin Sun-yu

## Handbal
- Wereldkampioenschap mannen

 Duitsland
- Wereldkampioenschap vrouwen

 Rusland

## Hockey
- World Hockey Player of the Year

Mannen:  Jamie Dwyer
Vrouwen:  Luciana Aymar

## Judo
Nederlandse kampioenschappen
Mannen
– 60 kg — Jeroen Mooren
– 66 kg — Aziz Mesaoudi
– 73 kg — Maarten van Liempd
– 81 kg — Guillaume Elmont
– 90 kg — Martijn Oosterveen
–100kg — Elco van der Geest
+100kg — Grim Vuijsters
Vrouwen
–48 kg — Glynis Rojot
–52 kg — Kitty Bravik
–57 kg — Dani Libosan
–63 kg — Antoinette Hennink
–70 kg — Jennifer Kuijpers
–78 kg — Marhinde Verkerk
+78 kg — Denise Jongekrijg

## Korfbal
- Nederlands zaalkampioen - DOS'46
- Belgisch zaalkampioen - Boeckenberg

## Rugby
- Wereldkampioenschap rugby 2007
- Zeslandentoernooi 2007 - Winnaar:  Frankrijk

## Snooker
- Welsh Open: Neil Robertson wint met 9-8 van Andrew Higginson
- Malta Cup: Shaun Murphy wint met 9-4 van Ryan Day
- Saga Insurance Masters: Ronnie O'Sullivan wint met 10-3 van Ding Junhui
- Irish Masters: Ronnie O'Sullivan wint met 9-1 van Barry Hawkins
- China Open: Graeme Dott wint met 9-5 van Jamie Cope
- World Championship: John Higgins wint met 18-13 van Mark Selby
- Northern Ireland Trophy: Stephen Maguire wint met 9-5 van Fergal O'Brien
- Grand Prix: Marco Fu wint met 9-6 van Ronnie O'Sullivan

## Tennis
- ATP-seizoen 2007
- WTA-seizoen 2007
- Australian Open
  - Mannenenkel - Roger Federer wint van Fernando González
  - Vrouwenenkel - Serena Williams wint van Maria Sjarapova
- Roland Garros
  - Mannenenkel - Rafael Nadal wint van Roger Federer
  - Vrouwenenkel - Justine Henin wint van Ana Ivanović
- Wimbledon
  - Mannenenkel - Roger Federer wint van Rafael Nadal
  - Vrouwenenkel - Venus Williams wint van Marion Bartoli
- US Open
  - Mannenenkel - Roger Federer wint van Novak Đoković
  - Vrouwenenkel - Justine Henin wint van Svetlana Koeznetsova
- Davis Cup - Verenigde Staten wint van Rusland
- Fed Cup - Rusland wint van Italië

## Basketbal
- Belgisch kampioen - Oostende
- Europees kampioenschap mannen - Rusland
- Europees kampioenschap vrouwen - Rusland

## Zwemmen
- Wereldkampioenschappen zwemmen 2007 - Melbourne
- Dutch Open Swim Cup 2007 - Eindhoven
- EK kortebaan 2007 - Debrecen

## Sporter van het jaar
België
- Sportman: Tom Boonen
- Sportvrouw: Justine Henin
- Belofte: Dominique Cornu
- Sportploeg: 4 x 100 meter estaffeteam vrouwen
- Sportpersoonlijkheid: Justine Henin

Nederland
- Sportman: Sven Kramer
- Sportvrouw: Marleen Veldhuis
- Sportploeg: Nederlands voetbalelftal onder 21
- Gehandicapte sporter: Marion Nijhof, Annette Roozen
- Sportcoach: Foppe de Haan, Robert Eenhoorn
- Talent: Marvin de la Croes

Europa
- Sportman:  Roger Federer
- Sportvrouw:  Justine Henin

Mondiaal
- Sportman:  Roger Federer
- Sportvrouw:  Jelena Isinbajeva
- Sportploeg:  Italiaans voetbalelftal
- Gehandicapte sporter:  Martin Braxenthaler
- Nieuwkomer:  Amélie Mauresmo
- Alternatieve sporter:  Kelly Slater
- Comeback:  Serena Williams
- Lifetime Achievement Award:  Franz Beckenbauer

## Overleden
januari
- 4 – Sandro Salvadore (67), Italiaans voetballer
- 9 – Elmer Symons (29), Zuid-Afrikaans motorcrosser.
- 15 – Aart Koopmans (60), Nederlands zakenman, organisator van de Alternatieve Elfstedentocht
- 20 – Ali de Vries (92), Nederlands hardloopster
- 20 – Eric Bijoux (42), Frans motorcrosser.
- 22 – Toulo de Graffenried (92), Zwitsers Formule 1-coureur
- 28 – Carlo Clerici (77), Zwitsers wielrenner

februari
- 2 – Masao Takemoto (87), Japans gymnast
- 6 – Willye White (68), Amerikaans atlete
- 7 – Thijs Roks (76), Nederlands wielrenner
- 9 – Bruno Ruffo (86), Italiaans motorcoureur
- 12 – Georg Buschner (81), Oost-Duits voetballer en voetbaltrainer
- 12 – Dé Stoop (87), Nederlands sportbestuurder
- 12 – Paolo Pileri (62), Italiaans motorcoureur
- 18 – Félix Lévitan (95), Frans sportbestuurder (voormalig hoofd Ronde van Frankrijk)

maart
- 1 – Manuel Bento (58), Portugees voetbaldoelman
- 3 – Jozef Schils (75), Belgisch wielrenner
- 6 – Shane Cross (20), Australisch professioneel skateboarder
- 9 – Piet Spel (82), Nederlands voetballer
- 14 – Roger Beaufrand (98), Frans wielrenner
- 18 – Bob Woolmer (58), Brits cricketspeler en bondscoach
- 23 – Damian McDonald (34), Australisch wielrenner
- 26 – Heinz Schiller (77), Zwitsers autocoureur
- 27 – Théo Mathy (82), Waals sportjournalist en tv-presentator
- 30 – Fay Coyle (73), Noord-Iers voetballer
- 30 – Franco Cosimo Panini (76), Italiaans uitgever en ondernemer

april
- 1 – Tadjou Salou (32), Togolees voetballer
- 7 – Marià Gonzalvo (85), Spaans voetballer
- 7 – Brian Miller (70), Engels voetballer
- 11 – Loïc Leferme (36), Frans vrijduiker
- 25 – Alan Ball (61), Engels voetballer en voetbaltrainer
- 30 – Arsène Vaillant (84), Belgisch voetballer en sportjournalist

mei
- 4 – Mamadou Zare (45), Ivoriaans voetballer en voetbalcoach
- 9 – Gino Pariani (79), Amerikaans voetballer
- 22 – Jef Planckaert (73), Belgisch wielrenner
- 28 – Marek Krejci (26), Slowaaks voetballer

juni
- 6 – Gerrit Mintjes (58), Nederlands voetballer
- 15 – Kees Krijgh (85) , Nederlands voetballer
- 21 – Gerrit Voges (74), Nederlands voetballer
- 22 – Erik Parlevliet (43), Nederlands hockeyer
- 24 – Léon Jeck (60), Belgisch voetballer
- 25 – Chris Benoit (40), Canadees worstelaar
- 25 – Herman Wessels (53), Nederlands sportbestuurder (voorzitter van FC Twente)
- 26 – Jupp Derwall (80), Duits voetbaltrainer
- 27 – Patrick Allotey (28), Ghanees voetballer

juli
- 4 – Liane Bahler (25), Duits wielrenster
- 22 – Jean Stablinski (75), Frans-Pools wielrenner
- 31 – Giuseppe Baldo (93), Italiaans voetballer

augustus
- 1 – Ryan Cox (28), Zuid-Afrikaans wielrenner
- 1 – Veikko Karvonen (81), Fins atleet
- 7 – Miklós Páncsics (63), Hongaars voetballer
- 15 – Ad Zonderland (66), Nederlands voetbalcoach en sportbestuurder
- 16 – Jeroen Boere (39), Nederlands voetballer
- 22 – Kees Buurman (70), Nederlands radiomaker (oud-chef Langs de Lijn, bedenker Radio Tour de France)
- 25 – Ray Jones (18), Engels voetballer
- 28 – Antonio Puerta (22), Spaans voetballer
- 29 – Chaswe Nsofwa (26), Zambiaans voetballer
- 31 – Gay Brewer (75), Amerikaans golfer
- 31 – Jan Cijs (84), Nederlands atleet
- 31 – Willie Cunningham (77), Noord-Iers voetballer
- 31 – Karloff Lagarde (79), Mexicaans worstelaar

september
- 1 – Viliam Schrojf (76), Slowaaks voetbalkeeper
- 3 – Gustavo Eberto (24), Argentijns voetbalkeeper
- 3 – Left Geremi (22), Zuid-Afrikaans voetballer
- 6 – Byron Stevenson (50), Welsh voetballer
- 14 – Benny Vansteelant (30), Belgisch atleet
- 15 – Colin McRae (39), Schots rallyrijder
- 29 – Gyula Zsivótzky (70), Hongaars atleet

oktober
- 1 – Al Oerter (71), Amerikaans discuswerper
- 7 – Norifumi Abe (32), Japans motorcoureur
- 9 – Henk van Brussel (72), Nederlands voetbaltrainer
- 15 – Vito Taccone (67), Italiaans wielrenner
- 29 – Christian d'Oriola (79), Frans schermer
- 30 – John Woodruff (92), Amerikaans atleet

november
- 3 – Ryan Shay (28), Amerikaans marathonloper
- 5 – Nils Liedholm (85), Zweeds voetballer
- 14 – Jean Jadot (79), Belgisch voetballer
- 27 – Sean Taylor (24), Amerikaans Americanfootballspeler

december
- 5 – Foekje Dillema (81), Nederlands atlete
- 5 – John Winter (83), Australisch atleet
- 6 – Anders Svensson (68), Zweeds voetballer

1965 · 1966 · 1967 · 1968 · 1969 · 1970 · 1971 · 1972 ·1973 · 1974 · 1975 · 1976 · 1977 · 1978 · 1979 · 1980 · 1981 · 1982 · 1983 · 1984 · 1985 · 1986 · 1987 · 1988 · 1989 · 1990 · 1991 · 1992 · 1993 · 1994 · 1995 · 1996 · 1997 · 1998 · 1999 · 2000 · 2001 · 2002 · 2003 · 2004 · 2005 · 2006 · 2007 · 2008 · 2009 · 2010 · 2011 · 2012 · 2013 · 2014 · 2015 · 2016 · 2017 · 2018 · 2019 · 2020 · 2021 · 2022 · 2023 · 2024 · 2025